# Leucania cinereicoli
Leucania cinereicoli là một loài bướm đêm trong họ Noctuidae.